# Nocturnal Rites/Falconer - Split
Nocturnal Rites/Falconer - Split är en 7" vinylskiva utgiven 2005 av Swedmetal Records. Låtarna på skivan är japanska bonuslåtar av de svenska power metal-banden Falconer och Nocturnal Rites, från albumen Grime vs. Grandeur resp. Afterlife.

## Låtlista
1. "Okahoo" (Nocturnal Rites) – 3:58
2. "Rock 'n' Roll Devil" (Falconer) – 2:51